# Alsakharovite-Zn
La alsakharovite-Zn è un minerale appartenente al gruppo della gutkovaite.

## Etimologia
Il nome è in onore del mineralogista russo Aleksey Sergeyevich Sakharov (1910-1996), studioso delle pegmatiti dei giacimenti di Lovozero.